# Cacia bootanana
Cacia bootanana là một loài bọ cánh cứng trong họ Cerambycidae.